# Neoleptoneta serena
Neoleptoneta serena là một loài nhện trong họ Leptonetidae.
Loài này thuộc chi Neoleptoneta. Neoleptoneta serena được Willis J. Gertsch miêu tả năm 1974.